# Eleutherodactylus caribe
Eleutherodactylus caribe är en groddjursart som beskrevs av Hedges och Thomas 1992. Eleutherodactylus caribe ingår i släktet Eleutherodactylus och familjen Eleutherodactylidae. IUCN kategoriserar arten globalt som akut hotad. Inga underarter finns listade i Catalogue of Life.